# 宗師 (漫威漫畫)
宗師（英語：Grandmaster），本名恩·杜維·加斯特（En Dwi Gast），是漫威漫畫中的虛構角色，由作家羅伊·湯瑪斯和藝術家沙爾·比施馬所創作。宗師首次於《復仇者聯盟》#69中登場。
宗師是宇宙長老其中一員，掌握多種文明遊戲的知識，不同的媒體皆描繪宗師為收藏者的哥哥。

## 人物
宗師是在宇宙大爆炸後誕生的高智慧種族倖存者，是宇宙中最古老的生命宇宙長老之一，由於擁有長生不老的能力而感到厭煩，因此開始參與及設計各種競技遊戲項目。宗師可以任意穿越空間、時間和不同次元。宗師曾經擁有過無限寶石之一的「心靈寶石」，但後來被薩諾斯奪走。

## 其他媒體

### 電影
- 宗師在動畫電影《綠巨人星球》中客串登場。
- 漫威電影宇宙：由傑夫·高布倫飾演宗師。
  - 《銀河守護隊2》（2017年）：於片尾的字幕片段中客串[1][2]。
  - 《雷神索爾3：諸神黃昏》（2017年）[3][4]
  - 《雷神索爾：愛與雷霆》（2022年）：片中的戲分最終在正片中被刪減[5]。

### 劇集
- 《神奇4俠：世界最偉大的英雄們（英语：Fantastic Four: World's Greatest Heroes）》：由弗蘭奇・蒂克納（英语：French Tickner）配音。
- 《Q版大英雄》：由約翰·奧赫利（英语：John O'Hurley）配音。
- 《終極蜘蛛俠》：由傑夫·班尼特（英语：Jeff Bennett）配音[6]。
- 《銀河守護隊（英语：Guardians of the Galaxy (TV series)）》：由傑森·史匹塞克（英语：Jason Spisak）配音。
- 漫威電影宇宙：由傑夫·高布倫回歸飾演宗師。
  - 《無限可能：假如…？》第一季（2021年）[7]：動畫劇集，配音演出。

### 遊戲
- 《Q版超級英雄大戰：極限挑戰（英语：Marvel Super Hero Squad: The Infinity Gauntlet）》，由約翰·奧赫利（英语：John O'Hurley）配音。
- 《漫威超級英雄3D：宗師的挑戰（英语：Marvel Super Heroes 3D: The Grandmaster Challenge）》
- 《樂高：復仇者聯盟（英语：Lego Marvel's Avengers）》
- 《漫威：未來之戰》：手機遊戲，宗師為玩家不可使用角色。

## 外部連結
- Grandmaster（页面存档备份，存于） 漫畫書數據庫
- Grandmaster （页面存档备份，存于） 超級英雄數據庫
- Marvel Comics Database: Grandmaster（页面存档备份，存于）